# Lobeč (Kralupy nad Vltavou)
Lobeč je katastrální území, nacházející se v Kralupech nad Vltavou. Nejedná se o samostatnou místní část, nachází se na severu centrální místní části Kralupy nad Vltavou. Nachází se na levém břehu řeky Vltavy, prochází jí historická cesta do Nelahozevsi.

## Historie
Jedná se o nejstarší písemně doloženou součást města Kralup. Vesnice Lobeč je uváděna v roce 1070 ve výčtu majetku, který král Vratislav II. věnoval Vyšehradské kapitule (oproti tomu nepochybná nejstarší písemná zmínka o samotných Kralupech je až z roku 1253). Církevním majetkem pak byla ves až do roku 1524, kdy se dostala do šlechtických rukou. Od 17. století se zde nacházelo obchodní přístaviště, využívané pro transport zboží do Saska. V 19. století Lobeč výrazně poznamenala industrializace. Byla zde zřízena železnice, které padla za oběť původní lobečská náves. Na katastru Lobče se také nacházelo první kralupské nádraží. Došlo také k výstavbě cukrovaru. V roce 1902 došlo k administrativnímu připojení Lobče ke Kralupům nad Vltavou.
Ve druhé půli 20. století na části někdejší Lobče vzniklo panelové sídliště, které s poukazem na někdejší zástavbu bylo pojmenováno U Cukrovaru.